# شرف
شرف یک مفهوم چندوجهی است که به مجموعه اصول اخلاقی، ارزش‌های انسانی، و ویژگی‌های شخصیتی اشاره دارد که فرد را در مسیر درستی، عدالت، صداقت، وفاداری و احترام به خود و دیگران قرار می‌دهد. این صفت نه تنها شامل رفتار بیرونی و تعاملات اجتماعی فرد می‌شود، بلکه به نگرش‌ها، باورها و سیستم ارزشی درونی او نیز مربوط است. مفهوم شرف در طول تاریخ و در فرهنگ‌های مختلف، معانی و تفاسیر متفاوتی داشته، اما هسته اصلی آن حول محور آبرو، حیثیت و جایگاه اجتماعی-اخلاقی فرد می‌چرخد.

## ریشه‌شناسی و تعریف
واژه "شرف" در زبان فارسی از ریشه عربی «شرف» به معنای بلندی، رفعت، شرافت و بزرگی گرفته شده است. در تعاریف لغوی، شرف به آبرو، حیثیت، ارجمندی، عزت و نیک‌نامی اشاره دارد. از منظر فلسفی، شرف را می‌توان به عنوان یک فضیلت اخلاقی در نظر گرفت که بر پایبندی به اصول اخلاقی و ارزش‌های متعالی تأکید دارد. این صفت اغلب با مفاهیمی چون صداقت، وفاداری، شهامت و مسئولیت‌پذیری پیوند خورده است.

## ابعاد شرف
شرف را می‌توان در ابعاد مختلفی بررسی کرد که هر یک از آن‌ها به جنبه‌ای خاص از این مفهوم می‌پردازند:

### شرف فردی (آبروی شخصی)
شرف فردی به آبروی شخصی، عزت نفس و کرامت انسانی یک فرد اشاره دارد. این بعد از شرف، بیشتر به کیفیت درونی و پایبندی فرد به اصول اخلاقی خود مربوط می‌شود، حتی زمانی که کسی او را زیر نظر ندارد. افرادی که دارای شرف فردی هستند، به قول خود وفادارند، راستگو هستند و در برابر وسوسه‌ها و فشارهای بیرونی که با اصولشان مغایرت دارد، مقاومت می‌کنند. این بُعد از شرف، به احساس رضایت درونی و خوداحترامی منجر می‌شود.

### شرف اجتماعی (حیثیت و اعتبار)
شرف اجتماعی به جایگاه، احترام و اعتباری که فرد در جامعه کسب می‌کند، اشاره دارد. این بُعد از شرف، اغلب با قضاوت‌ها و انتظارات جامعه نسبت به رفتار و شخصیت فرد گره خورده است. کسب شرف اجتماعی نیازمند رعایت هنجارها، قوانین و ارزش‌های پذیرفته‌شده در یک جامعه است. افرادی که دارای شرف اجتماعی هستند، معمولاً مورد اعتماد، احترام و قدردانی قرار می‌گیرند. از دست دادن شرف اجتماعی می‌تواند به رسوایی، طرد شدن و بی‌آبرویی منجر شود.

### شرف خانوادگی (ناموس)
در بسیاری از فرهنگ‌ها، به ویژه فرهنگ‌های سنتی و جمع‌گرا، مفهوم شرف خانوادگی یا "ناموس" اهمیت ویژه‌ای دارد. این بُعد از شرف، به اعتبار و آبروی کل خانواده یا قبیله مربوط می‌شود و رفتار هر یک از اعضا، به ویژه زنان، می‌تواند بر شرف کل خانواده تأثیر بگذارد. در این فرهنگ‌ها، حفاظت از ناموس و شرف خانوادگی از اهمیت بالایی برخوردار است و نقض آن می‌تواند منجر به عواقب جدی اجتماعی و حتی خشونت شود.

## شرف در فرهنگ‌ها و تاریخ
مفهوم شرف در طول تاریخ و در فرهنگ‌های مختلف جهان، اشکال و معانی متفاوتی به خود گرفته است:

### یونان و روم باستان
در یونان باستان، شرف (timē) به معنای جایگاه و احترام عمومی بود که از طریق دلاوری در جنگ، سخنوری و مشارکت در امور مدنی به دست می‌آمد. در روم باستان، شرف (dignitas) به اعتبار و منزلت عمومی اشاره داشت که از طریق خدمت به دولت، دستاوردهای نظامی و رعایت فضایل اخلاقی کسب می‌شد.

### قرون وسطی و شوالیه‌گری
در اروپای قرون وسطی، مفهوم شرف به شدت با شوالیه‌گری و اصول اخلاقی آن گره خورده بود. شوالیه با شرف، کسی بود که به کد شوالیه‌گری، شامل وفاداری به ارباب، دفاع از بی‌دفاعان، دلاوری در نبرد، صداقت و پایبندی به عهد و پیمان، عمل می‌کرد. دوئل و مبارزات شرافتی نیز در این دوره رواج داشتند که راهی برای بازپس‌گیری شرف از دست رفته یا اثبات آن بودند.

### فرهنگ اسلامی
در فرهنگ اسلامی، شرف (به معنای شرافت، عزت، کرامت) جایگاه ویژه‌ای دارد. قرآن و سنت نبوی بر اهمیت اخلاق، صداقت، عدالت، عفت و حفظ آبروی فرد و جامعه تأکید فراوان دارند. مفهوم "غیرت" نیز در این چارچوب به معنای محافظت از ناموس و شرف خانوادگی است که از اهمیت بالایی برخوردار است.

### شرق آسیا (ژاپن، چین)
در فرهنگ ژاپن، مفهوم "بوشیدو" (راه و رسم جنگجو) که مجموعه‌ای از اصول اخلاقی سامورایی‌ها بود، شامل مفاهیمی چون وفاداری، شجاعت، افتخار و مرگ با شرافت می‌شد. در چین، "می‌انزی" (صورت/آبرو) مفهوم مهمی است که به شرف اجتماعی و حیثیت فرد و خانواده اشاره دارد و حفظ آن در تعاملات اجتماعی از اهمیت بالایی برخوردار است.

## شرف و اخلاق
شرف ارتباط تنگاتنگی با اخلاق دارد. در بسیاری از موارد، رفتار شرافتمندانه با رعایت اصول اخلاقی مانند صداقت، وفاداری، عدالت، مسئولیت‌پذیری و احترام به دیگران همپوشانی دارد. شرف می‌تواند به عنوان یک انگیزه قدرتمند برای عمل اخلاقی باشد، زیرا فرد می‌خواهد آبرو و حیثیت خود را حفظ کند و از شرمساری دوری کند. با این حال، در برخی موارد، ممکن است تضادهایی بین مفهوم سنتی شرف و اخلاق مدرن پیش آید، به خصوص در مواردی که حفظ شرف خانوادگی منجر به رفتارهایی شود که از نظر حقوق بشر و اخلاق جهانی قابل قبول نیستند.

## شرف در ادبیات و هنر
مفهوم شرف همواره دستمایه خلق آثار بزرگ ادبی و هنری در سراسر جهان بوده است. از حماسه‌های باستانی که دلاوری و وفاداری قهرمانان را ستایش می‌کنند تا رمان‌ها و نمایشنامه‌های مدرن که به پیچیدگی‌ها و تضادهای مفهوم شرف می‌پردازند.
- ادبیات کلاسیک: در حماسه‌هایی مانند *ایلیاد* هومر، شرف به معنای افتخار در نبرد و شهرت پس از مرگ است. در نمایشنامه‌های شکسپیر مانند *اتلو*، شرف نقش محوری در کشمکش‌ها و تراژدی‌ها ایفا می‌کند.[۲۹]
- ادبیات مدرن: بسیاری از نویسندگان مدرن به چالش کشیدن مفاهیم سنتی شرف و بررسی ابعاد روانشناختی و اجتماعی آن پرداخته‌اند.
- سینما و تلویزیون: فیلم‌ها و سریال‌های بسیاری با محوریت شرف و پیامدهای آن ساخته شده‌اند که به بررسی مفهوم قهرمانی، خیانت، وفاداری و رستگاری از دیدگاه شرف می‌پردازند.

## نقد و چالش‌ها
مفهوم شرف، به ویژه در ابعاد سنتی خود، با چالش‌ها و انتقاداتی مواجه بوده است:
- پتانسیل برای خشونت: در برخی جوامع، حفظ شرف (به خصوص شرف خانوادگی) به بهانه‌ای برای انجام اعمال خشونت‌آمیز مانند "قتل‌های ناموسی" تبدیل شده است که نقض فاحش حقوق بشر محسوب می‌شود.[۳۰]
- قید و بندهای اجتماعی: تمرکز بیش از حد بر شرف می‌تواند منجر به قید و بندهای اجتماعی سختگیرانه، به ویژه برای زنان، شود که آزادی‌های فردی را محدود می‌کند.[۳۱]
- تضاد با مدرنیته: در جوامع مدرن که بر فردگرایی، حقوق بشر و برابری تأکید دارند، مفاهیم سنتی شرف ممکن است با ارزش‌های جدید در تضاد قرار گیرند.[۳۲]

با وجود این چالش‌ها، مفهوم شرف همچنان به عنوان یک ارزش مهم در بسیاری از فرهنگ‌ها و برای افراد در سراسر جهان باقی مانده است. درک ابعاد مختلف آن، به ما کمک می‌کند تا پیچیدگی‌های رفتار انسانی و ساختارهای اجتماعی را بهتر بفهمیم.